# ويليامسفيلد (إلينوي)
ويليامسفيلد (بالإنجليزية: Williamsfield)‏ هي منطقة سكنية تقع في الولايات المتحدة في إلينوي. يقدر عدد سكانها بـ 620 نسمة.

## الموقع الجغرافي
الموقع الجغرافي للمناطق المحيطة بهذه النقطة هو كالتالي: